# サイバーハンター
『サイバーハンター』（Cyber Hunter）は、中国のネットイースが開発・配信するモバイルとPCプラットフォーム向けSFバトルロイヤルゲーム。2019年4月26日に配信された。

## 配信
2018年5月、本作は「Project：Battle」としてネットイースから発表され、 AndroidおよびiOSモバイルプラットフォームでのベータテストとして2018年10月に最初に配信された。その後、2019年4月26日に世界配信された。

## ゲームプレイ
ゲームプレイは、近未来的なテーマの伝統的なバトルロイヤル形式で構成されており、プレイヤー（ゲーム内ではレイダーと呼ばれる）が早期着陸を助けるジェット燃料を積んだホバーボードでの降下や、マイクロ波銃などの風変りな武器、武装車両、垂直クライミング、パルクール、AIロボットのドロイドを使った滑空、防御用のさまざまな構造物の建設、キャラクターの詳細なカスタマイズなどいくつかの特徴的な要素を有している。

## 評価
AbacusNews.comのJosh Yeは、サイバーハンターは創造性とコアイノベーションが欠如していると批判し、同作をもう一つの『PUBG Mobile』のクローンと評した。Yeは、本作は『ゼルダの伝説 ブレス オブ ザ ワイルド』のクライミングや滑空、戦場のデザインなど、他のいくつかのゲームから多くのメカニズムを借りていると述べた。DroidGamers.comのAshMayhewは、プレイヤーが独自のプレイスタイルを作成できるようにするなど、バトルロイヤルのジャンルにおける真の革新性を称賛している。動きのメカニズムは『ブレス オブ ザ ワイルド』から借りているとしながらも、戦闘で立ち往生しているときにプレイヤーが自由に使える戦略的なオプションがたくさんあると述べている。